# Château de Malmö
Le château de Malmö (en suédois, Malmöhus slott) est un château situé à Malmö en Suède. Il abrite le musée de la ville.

## Historique
Le premier château a été fondé en 1434 par le roi Éric de Poméranie. Le roi a ordonné une expansion majeure des défenses de Malmö contre la mer. Depuis le début du XVe siècle, une digue avait été construite dans la ville. Sur ordre royal, ces travaux furent accélérés et le nouveau château vint former le point de défense ouest de la digue. Le château, connu sous le nom de Møntergaarden (Myntergården), était du type château fort, c'est-à-dire une structure rectangulaire entourée de hauts murs avec une tour d'entrée. Le château possédait une enceinte extérieure à l'est, mais celle-ci a disparu lors de la construction des douves du château actuel dans les années 1530.
En 1525, Frédéric Ier ordonne à Albert Jepsen Ravensberg, seigneur de Malmöhus, de construire un nouveau château. En 1530, il reçoit une énorme somme (5690 marks) pour quatre années de travaux. C'est au cours de cette période que le bâtiment principal actuel a été érigé. La cour intérieure du château devait être encadrée par une arcade haute de trois étages. Parallèlement, l'entrée du château a été déplacée avec la création de l'avant-cour ouest. Depuis le bâtiment principal, une porte de quatre étages s'étendait également à l'ouest et à l'est. À l'ouest, elle était reliée à l'actuelle tour de garde, qui comportait à l'origine un étage supplémentaire. Les phases de construction les plus anciennes du château ont été identifiées grâce à des traces claires dans les murs existants.
En 1529, un incendie s'est déclaré dans le château. Il n'existe cependant aucune information sur l'ampleur de l'incendie. L'année suivante, les revenus du comté destinés à la construction du château passent de 300 marks à 500 marks et, en 1532, à 888 marks au total. Cela montre que la construction du château actuel s'est poursuivie pendant cette période. En 1534, la querelle entre les comtes éclate et les bourgeois démolissent le grand mur avec des tranchées qui s'étendait du bâtiment principal et entourait la cour intérieure du château. Les traces endommagées de ce mur sont encore visibles dans le bâtiment principal, preuve que le château actuel a été construit avant 1534. La littérature sur Malmöhus indique souvent que le château actuel a été construit après la fin de la querelle des comtes, une affirmation qui est difficile à concilier avec les traces de construction et les comptes conservés. Dans les années 1537-1540, le château a été renforcé sur ordre de Christian III de Danemark par la construction d'un fossé et de remparts avec quatre grandes tours d'angle en briques.

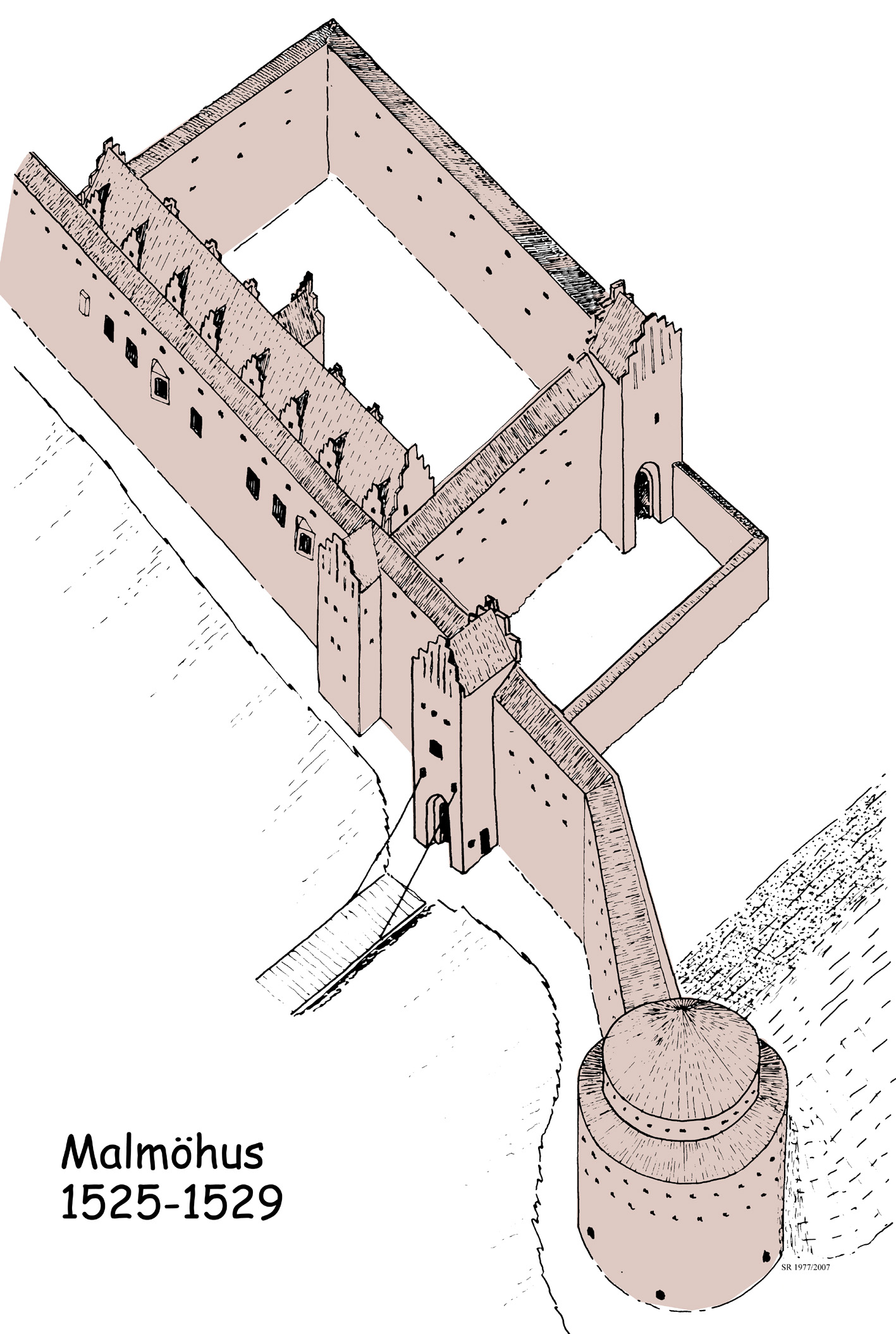
Schéma du château reconstruit (1977).

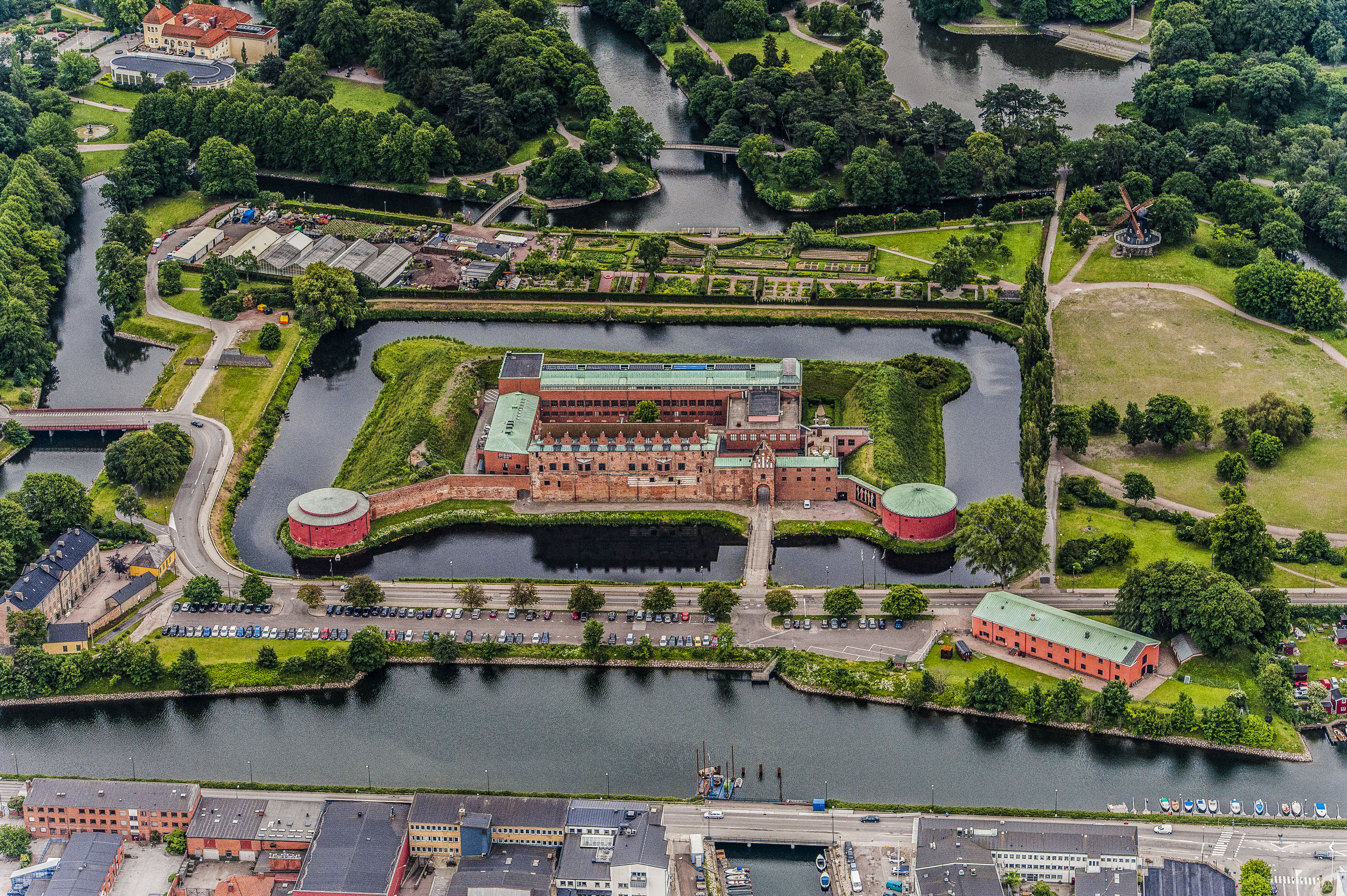
Vue aérienne du château de Malmö en 2011.